# GOLIFK Leningrad (vrouwenbasketbal)
GOsudarstvenny Lenjingradski Institut Fizičeskoj Kultury (Russisch: Государственны Ленинградски Институт Физической Культуры) was een dames universiteitsbasketbalclub die zijn thuiswedstrijden speelde in Leningrad, Sovjet-Unie. Ze speelde voor de Lesgaft Nationale Staats Universiteit van Lichamelijke Opvoeding, Sport en Gezondheid.

## Geschiedenis
In 1936 werd GOLIFK de winnaar van het Leningrad- winterkampioenschap. Er deden de volgende teams mee aan het winterkampioenschap: GOLIFK Leningrad, Spartak Leningrad, Stalin-fabriek vernoemd naar Stalin (ZiS), Leningrad Industrieel Instituut (LII), Krasnyy treoegolnik Leningrad (Rode Driehoek), Staats Handels Unie en Samenwerking.
In 1937 nam GOLIFK deel aan het eerste USSR-basketbalkampioenschap onder clubteams (voorheen werd het kampioenschap gespeeld tussen steden). In het kampioenschap van 1937 werd GOLIFK derde achter kampioen Dinamo Moskou en nummer twee Lokomotiv Moskou. In 1938 werden ze zesde en in 1939 werden ze achtste.
GOLIFK moest deelnemen aan het kampioenschap in 1940, maar op het laatste moment werd het team vervangen door Spartak Leningrad. Na de oorlog nam het team nog vier keer deel aan de USSR-kampioenschappen onder de naam SKIF Leningrad. In 1960 werden ze twaalfde, in 1961 werden ze zesde, in 1962 vijftiende en in 1964 weer vijftiende. Hierna ging ze verder op universiteit niveau.

## Erelijst
- Landskampioen Sovjet-Unie: 
  - Derde: 1937

## Bekende (oud)-spelers
- - Galina Dronova
- - Jelena Vasilieva
- - Tatjana Koedrjavtseva
- - Lidia Leontjeva

## Bekende (oud)-coaches
- - Pavel Baranov